# Кожаный Чулок (фильм)
«Кожаный Чулок» (нем. Lederstrump) — немой немецкий приключенческий фильм 1920 года режиссёра Артура Веллина. Основан на произведении «Зверобой» Джеймса Фенимора Купера. Фильм является первой известной работой Белы Лугоши для студии Luna-Film. При выходе в прокат фильм был разделён на две части: «Последний из могикан» (нем. Der Letzte Mohikaner) и «Убийца оленей» (нем. Der Wildtöter) (также был в прокате под названием «Убийца оленей и Чингачгук» (нем. Wildtöter und Chingachgook)).

## Сюжет
Действие происходит в 1740-х годах, история касается заселения северной части штата Нью-Йорк. Ирокезы вступили в союз с французами, а делавары — с англичанами. Человек, известный как Зверобой, — траппер, он был принят и воспитан племенем делаваров, а его лучший друг — Чингачгук, сын вождя этого племени. Вождь Ривеноак Расщеплённый Дуб, глава племени ирокезов, тайно состоит в союзе с французской армией, которая планирует захватить Форт-Уильям и выбить оттуда всех английских поселенцев. Зверобой отправляется на встречу с Чингачгуком, чья суженая, Уа-та-Уа, была похищена делаваром по имени Рысь, который сбежал с ней в лагерь ирокезов. По пути Зверобой встречает Гарри по прозвищу Непоседа, который влюблён в Джудит Хаттер, старшую дочь Тома Хаттера, человека, претендующего на владение территорией, известной как озеро Мерцающее зеркало. Хаттеру в прошлом уже приходилось отбить несколько нападений индейцев, и он построил «крепость» — небольшую укреплённую хижину на плоту, плывущем по реке. Джудит известна на всю окрестность своим сильным духом, весёлым характером и «победами над мужчинами», а её младшая сестра Хетти — простодушная девушка. Рысь предлагает Уа-та-Уа выйти за него замуж, но она отказывает ему, говоря, что её сердце принадлежит Чингачгуку.
Предупреждённый о том, что ирокезы объединились с французами, Хаттер просит Зверобоя и Гарри помочь ему доставить его дочерей в безопасное место — в английский лагерь. Однако до их прибытия лагерь захватывают французы и ирокезы. Хаттер и Гарри, участвовавшие в другой засаде, захвачены вождём ирокезов Ривеноаком. В результате Зверобой остаётся в крепости с двумя дочерями Хаттера, Джудит и Хетти, но последняя, в свою очередь, отправляется спасать отца. Перед самым отъездом Хетти на плоту таинственным образом появляется Чингачгук.
В результате цепочки драматических событий Хаттер погибает, как и Хетти. Англичане возвращаются в свой форт, Зверобой остаётся на своей земле, а Уа-та-Уа и Чингачгук соединяются в любви и браке.

## В ролях
| Актёр            | Роль                     |
| ---------------- | ------------------------ |
| Эмиль Мамелок    | Зверобой (Кожаный Чулок) |
| Бела Лугоши      | Чингачгук                |
| Херта Хеден      | Джудит Хаттер            |
| Готфрид Краус    | Том Хаттер               |
| Эдвард Айзенек   | Уорли                    |
| Марго Соколовска | Уа-та-Уа                 |
| Фрау Ребергер    | Джудит Хаттер            |
| Вилли Шредер     | Хартерц                  |
| Хедди Свен       | Кора Манро               |
| Эгон Сонлейн     | полковник Манро          |
| Фрау Венхаус     | Элис Манро               |

## Производство

### Подготовка
В начале 1920 года газета Deutsche Lichtspiel-Zeitung объявила о крупных переменах в Luna-Film, старейшей и самой престижной из немецких компаний. Она написала, что доктор Макс Машке, председатель Немецкой ассоциации производителей киноплёнки, в январе покинет пост президента компании Luna-Film, основанной им в 1912 году. Место доктора Машке займёт Артур Веллин, совладелец компании AmbossFilm, который присоединится к нынешнему сопрезиденту Luna Густаву Швабу в дальнейшем управлении компанией. У нового руководства были серьёзные планы по расширению международного проката фильмов компании. Ключевым элементом новой стратегии стал жанр вестерна, который благодаря таким писателям, как Карл Май, стал популярен в Германии задолго до появления кинематографа. 10 января 1920 года пресса объявила: «Кожаный Чулок, Последний из могикан и Следопыт, эти дорогие старые друзья нашей юности, скоро появятся на экране. Компания Luna-Film приобрела для них сценарии, адаптированные Робертом Хейманном по незабываемым произведениям [Джеймса Фенимора] Купера».

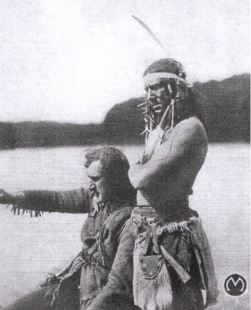
Кадр из фильма. Лугоши справа.

В июне 1920 года Film-Kurier похвалил сценарий Роберта Хеймана и отметил большую заслугу компании Luna-Film, которая вложилась в бюджет фильма и «установила новую литературную вершину для западного фильма как посредника тех времён, людей и культур». Компания наняла Эрхарда Браухбара для проектирования наружных декораций, а также профессора Карла Хенкеля, который помог обеспечить точность «костюмов и этнографических декораций». В окрестностях Вильнсдорфа были построены бревенчатые домики, фермы, деревянные пристройки и «целый форт». Бела Лугоши был принят на роль коренного американца Чингачгука.

### Съёмки и релиз
Der Film утверждал, что съёмки начались только в августе 1920 года. 4 сентября Deutsche Lichtspiel-Zeitung сообщила, что съёмки идут «полным ходом». Посетив съёмки, журналист из Film-Kurier рассказывал как он стал свидетелем съёмок сцены в которой индейцы штурмовали форт. «Всё это выглядело чрезвычайно живо», — писал журналист. Съёмки закончились в сентябре, а монтаж фильма — к середине октября. К концу того же месяца Luna-Film организовала предварительные показы по приглашениям в Берлине, Гамбурге, Вроцлаве, Лейпциге, Дюссельдорфе и Мюнхене.
Когда фильм в конце ноября вышел в широкий прокат, он был разделён на две части: «Последний из могикан» (нем. Der Letzte Mohikaner) и «Убийца оленей» (нем. Der Wildtöter) (также был в прокате под названием «Убийца оленей и Чингачгук» (нем. Wildtöter und Chingachgook)). Для американского проката в 1923 году фильм был сокращён с двенадцати актов до пяти и переименован в «Зверобой» (англ. The Deerslayer). Впервые в Америке фильм был показан 15 ноября 1922 года. А предположительно 20 января 1923 года вышел в широкий прокат в США. Прокатом в США занималась компания Mingo Pictures, притом, некоторые издания того времени думали, что Mingo спродюсировала этот фильм. Издательство Grosset & Dunlap даже выпустило журнал Photoplay, в котором Лугоши был изображён в роли Чингачгука.
До наших дней сохранилась лишь сокращённая версия фильма.

## Критика
Deutsche Lichtspiel-Zeitung в своей рецензии похвалила фильм, отметив «изящество его технической и художественной подачи». Отметила уверенную игру Белы Лугоши и Эмиля Мамелока, операторскую работу Эрнста Плхака.
Критики XXI века отмечают «впечатляющие» костюмы, декорации и локации, где происходили съёмки. Но в то же время критики пишут, что грим на лице Лугоши был скорее неудачным, хотя он сам хорошо подошёл для роли Чингачгука и хорошо справился с ней. Его актёрская игра довольно сдержанная и тонкая, совсем не похожая на утрированный стиль, который некоторые критики заметили у него, например, в фильме «Гипноз: Раб чужой воли» того же года.